# ふたご最前線
『ふたご最前線』（ふたごさいぜんせん）は、辻灯子による日本の4コマ漫画作品。『まんがタイムスペシャル』（芳文社）にて連載。二卵性双生児の双子「北斗」と「南帆」、その両親が巻き起こすドタバタコメディ。辻灯子の連載作では最も長い足掛け11年に及んだ。

## 登場人物
英田北斗（あいだ ほくと）
双子その1（男の子）。長男。幼稚園の年長組。社交的な性格。特に女性は大好きで歳に関係なく愛想がいい。ただ自分はもてると思いすぎているため、落ち込むことも。一目惚れした女の子が実は双子で（杏と李）、彼だけ見分けがつかない。
英田南帆（あいだ なほ）
双子その2（女の子）。5分の差で「おねえちゃん」の座を失う。幼稚園の年長組。内弁慶なところがあり神経質でひきこもり。年上の男性が好みらしいようで、幼稚園の保父「滝山先生」が気になっている。動物好きで、ペットを飼いたいのだが、家庭の事情（アパート暮らし）が許さない。
英田薫（あいだ かおる）
双子の母。ずぼらな性格で、掃除などの手を抜くことも多い。料理も手抜きが多いようだが、ケーキを焼いたり、ドーナッツを手作りしたりで結構マメ。「やればできる子」らしい。好きな花はハス。子供が幼稚園に行っている間は漫画喫茶のパートで働いている。喫煙家だが旦那の家や子供たちには隠れて吸っている。
英田真澄（あいだ ますみ）
双子の父。普通のサラリーマン（営業職）。童顔で苦労性。子供達には甘く、ダッコぐせのことで夫婦喧嘩したこともある（たいていは薫の勝ち）。趣味はゴルフとテレビゲーム、ジグソーパズルもだがピース数が多い物に挑戦しては挫折するため、未完成のものが多いようだ。徹夜でテレビゲームを攻略しようとするなど子供っぽいところがある。そのためか、薫に「子供（大）」と言われる。

## 単行本
1. 第1巻（2003年） ISBN 4-8322-6299-8
2. 第2巻（2004年） ISBN 4-8322-6336-6
3. 第3巻（2005年） ISBN 4-8322-6422-2
4. 第4巻（2007年） ISBN 978-4-8322-6554-7
5. 第5巻（2008年） ISBN 978-4-8322-6670-4
6. 第6巻（2010年） ISBN 978-4-8322-6865-4